# Taylor Ridge
Taylor Ridge är en bergstopp i Antarktis. Den ligger i Västantarktis. Nya Zeeland gör anspråk på området. Toppen på Taylor Ridge är 1 160 meter över havet.
Terrängen runt Taylor Ridge är kuperad västerut, men österut är den platt. Trakten är obefolkad. Det finns inga samhällen i närheten.